# 八女茶

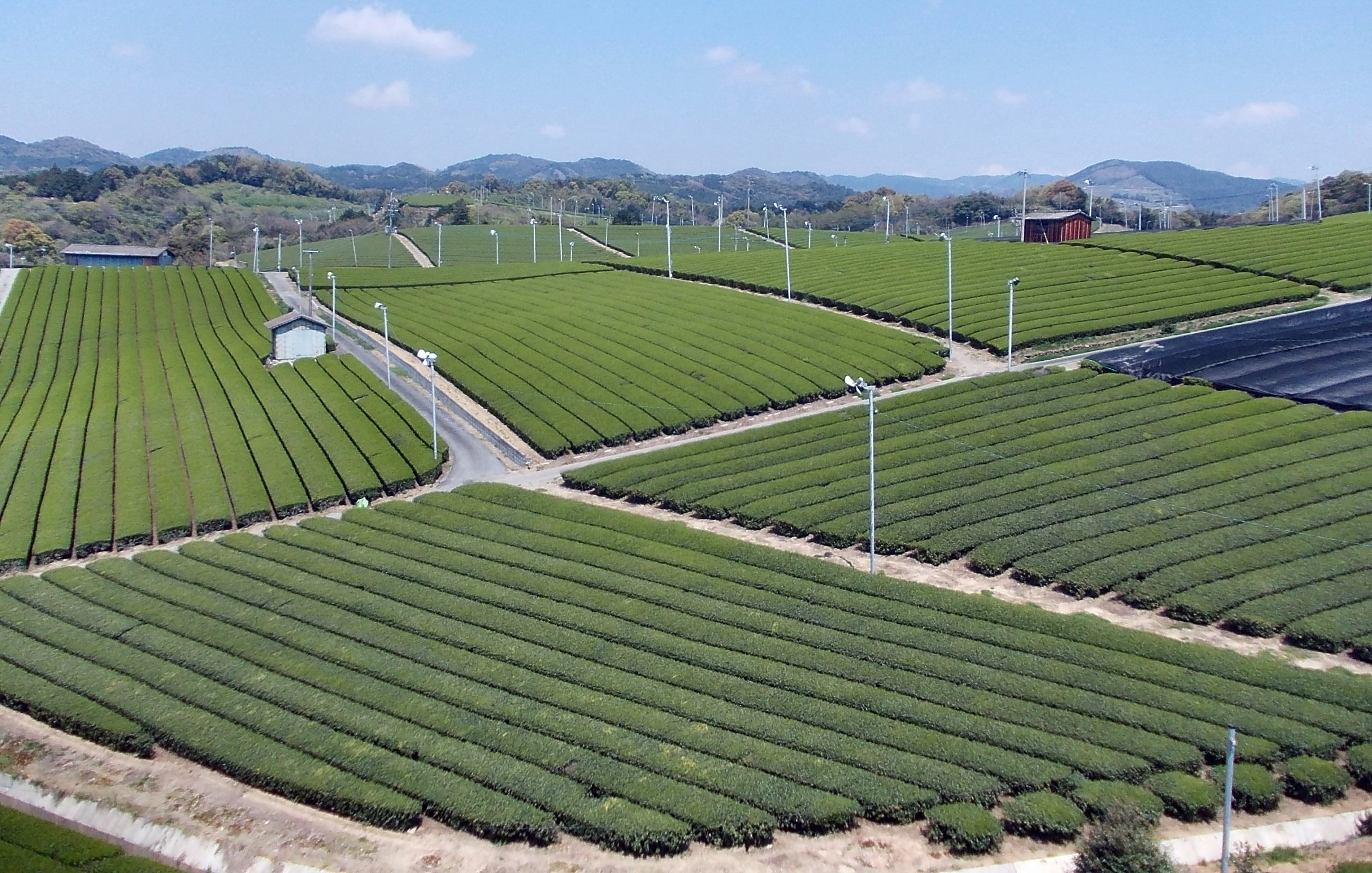
八女市の八女中央大茶園で栽培される八女茶

八女茶（やめちゃ）は、主に福岡県八女市・筑後市および八女郡広川町で生産される日本茶のブランド。

## 概要
八女茶とは福岡県内で作られたお茶のブランド名で、生産量は全国6位 (2310t：平成21年度) で、全国の日本茶生産量の約3%を占める。栽培は八女市内を中心におこなわれ、周辺地域の筑後市、八女郡広川町、うきは市、朝倉市に広がる。
地理的な特徴として、福岡県南部に広がる九州最大の平野である筑紫平野は、農産物の栽培上、理想的な気候風土で、とくに筑紫平野南東部（八女地方山間部）の 筑後川流域～矢部川流域にかけて古来よりお茶の栽培が盛んである。
筑紫平野南東部（八女地方山間部）は、地質的に筑後川と矢部川の両河川から運搬された土砂（腐葉土）が堆積した沖積平野からなっており、豊かな土壌で育ったお茶はコク、甘みに秀でたものが多い。
霧（朝霧や川霧）の発生しやすい土地柄でもあり、茶畑があるなだらかな山の斜面を霧が覆い、太陽光を適度に遮ることで、茶の旨み成分であるアミノ酸類（テアニン、グルタミン酸、アルギニンなど）の生成を促進し、古くから天然の玉露茶として珍重されてきた。
茶の生育に関る気候も、八女地方は 日中の気温が高く夜間は冷え込む特有の内陸性気候と年間1600mm - 2400mmの降雨量があり、茶の栽培には適した気候となっている。 
室町時代 八女に茶を伝えた周瑞禅師は　渡明して自身が学んだ中国蘇州の霊巌山寺景色に八女市黒木町笠原地区が似ていた為、茶の種と明式の製茶法を地元の庄屋に伝授したとされる。
茶栽培面積は1580haで全国6位となっている。そのうちの約90%は八女地域にあり、その他に、うきは、朝倉、京築地域で栽培されている。ここ10数年はほぼ横ばいで推移している。
福岡県の推奨品種は「やぶきた」「かなやみどり」「おくみどり」「さえみどり」「やまかい」「さみどり」「おくゆたか」「ごこう」「あさつゆ」の9品種であり、導入面積は「やぶきた」が中心で77％、「かなやみどり」4％、「おくみどり」4％、「さえみどり」3％、「やまかい」2％などである。
生産地の特徴として伝統本玉露の生産量が日本一 (約45%) であり、そのためお茶の平均単価も日本一高い。日本有数の高級茶産地として全国的に知られている。
玉露は平成13 - 平成24年度の全国茶品評会で12年連続の農林水産大臣賞を受賞している。また平成25年度は農林水産大臣賞は逃したものの、同品評会入賞の玉露が一番多い産地に送られる産地賞を受賞。平成26年度全国茶品評会では普通煎茶４㎏、玉露部門で農林水産大臣賞を受賞、令和元年度まで再び受賞を続けている。特に平成19年度は、玉露の部の1位から26位までを独占し、他産地を圧倒した。玉露茶園は八女市の山間部のなだらかな傾斜山地に多く見られ、とくに八女市黒木町から同市星野村、同市上陽町にかけての中山間地で受賞した玉露茶園が多く見られる。

## 歴史

### 発祥
茶の栽培法及び喫茶法は、延暦24年(805年)に最澄、延暦25年(806年)に空海が、唐から比叡山に伝えた説と、建久2年 (1191年)に栄西が宋から肥前松浦郡の平戸・肥前神埼郡の背振山に伝えた説などがある。
日本の茶業界では日本の文化の真骨頂である「茶禅一味」、千利休に繋がっていく系譜から、日本に「茶」と「禅」と伝えた栄西を日本茶の祖としている。
八女茶の発展において、地域の歴史から見ると（寺領や荘園などでの生産を除き）地域内消費の作物ではなく、遠方に輸出（出荷）する換金作物としての意味合いが強い。歴史的にも近隣にパトロンと成りうる権力者や資産家の存在も薄かった為、在郷町村の発達や庶民(町人)文化の醸成といった近世以降の日本の発展と供に、産業として確立していく。
八女茶の発祥は、明から帰国した栄林周瑞禅師が応永30年 (1423年)に黒木町笠原地区に現在もある 霊巌寺を地元の庄屋 松尾太郎五郎久家の普請により建立するとともに、明式(釜炒り)茶の栽培・喫茶法を松尾太郎五郎久家に伝えたのをはじまりとしている。 
その後、室町、戦国安土桃山時代にかけて茶は寺領・荘園の一部集落で生産される。

### 江戸時代
江戸時代中期 (18世紀中頃) になると、この地より出荷される「鶯」、「初花」と称する茶 (釜炒製) が宝暦明和年間 (1751年-1771年) を通じて、京阪地方に於いて「鹿子尾茶」として人気を博した。しかし当時は現在の近代的な茶園や茶畑のような栽培方法ではなく、種子から育てた山斜面の茶樹を収穫しているに過ぎず、生産量は安定していなかった。
とくに江戸時代前期は、茶は贅沢品として慶安御触書でも戒められ、安定的な生産の為には金肥といわれた干鰯や油粕のような高窒素肥料を購入しなければならず、それだけの経済的な余裕も農村部には難しかった。しかし後の世には、換金作物の生産地である農村を貨幣経済化させていく結果を導いていった。
江戸時代後期 (19世紀) になると、現在の日本緑茶の原型である宇治式製茶(青製)が伝えられ、天保2年 (1831年) に上妻郡山内村 (現在の八女市山内) の古賀平助 (こがへいすけ) が試製、また同年、同村の大津簡七 (おおつかんしち) も宇治から茶師の吉朗兵衛らを雇い試製した。
この当時の青製煎茶は特権階級の嗜好品として流通したのみで、流通量は極めて少なく、また当地域の商業資本の限界もあり、生産量はのびなかった。 
因みに江戸時代は江戸、京都、大阪を中心とした市場で構成され、上流層の嗜好品として作られていた。青製煎茶は江戸の山本嘉平に代表される商人たちにより、宇治から江戸などの大消費地で供給されていた。

#### 江戸時代の庶民とお茶
江戸時代に入り「日常茶飯事」という慣用句に代表されるように、茶は庶民の間にも広まっていった。が、この当時の民衆の茶は文字通り茶色の日本茶で、今日のように急須で手軽に淹れられるものではなく、茶葉をヤカンの湯で煮出すことによって成分を抽出する煎じ茶であった。
中世以降の日本における茶の服用方法にはこの煎じ茶と、茶葉を臼ですりつぶした挽茶をお湯で溶いて飲む方法があった。
これらの製造方法として、湯引きし (煮製) 酸化酵素の働きを止め (殺青) 、日光や火で焙り乾燥させる「黒製」と、そのまま茶葉を釜で炒る「炒製」があった。
近世以降に「揉み」の行程が入るようになって、「青製」と呼ばれる、蒸して殺青を行い、焙炉で揉み上げ葉汁を外に出し乾燥させる緑茶が誕生した。
これにより急須で出す現在の日本茶の原型が出来上がり、近世以降主流となっていく。
また青製は、葉汁や茶エキスを茶葉の外側に出して揉みあげ、出汁が出やすくする為「出し茶」とも呼ばれた。
福岡県南部の筑後地区（八女地域を含む）では江戸時代 - 大正初期まで、作られていたお茶のほとんどは日乾茶＝黒製や釜炒製であった。

### 江戸時代 開国期
安政3年 (1856年) 当時国内唯一の貿易港であった長崎の出島で長崎商人 大浦慶がイギリス人貿易商ウィリアム・オルトと日本茶の取引を開始し、嬉野を中心に八女を含む九州の茶がアメリカへ輸出されると、当地方の茶も貿易品として注目されるようになり、文久三年(1863年)にはトーマス・ブレーク・グラバー（以下グラバーとする）が長崎にて「筑後茶」を米国に輸出する、直接取引を開始した。
1861年、ジャーディンマセソン商会長崎代理店としてグラバーが開いたグラバー商会は、来日当初　経営活動の中心は日本茶の輸出であり、アヘン戦争で疲弊した清国の貿易代替地として、茶や和紙等といったアジア的な商材輸出を中心に行っていた。八女福島地区の商家に和紙を買い付けに来た記録も残っている。
それと同時に安政6年(1859年)江戸幕府が、箱館、新潟、横浜、神戸、長崎を開港すると、日本からアメリカに輸出する緑茶も年々増加傾向をたどり、当地方でも緑茶（主に日乾製や釜炒製）の製品化を目指した取り組みが行われるようになった。それにより八女地方東部の山々にはいたるところに茶樹が見られるようになった。
しかしこの時期も茶の栽培は、近代的な茶園というかたちではなく、茶樹を山に植えているだけの粗放なものであったため、茶葉の生産も栽培というよりむしろ採取の形で行われていた。製造技術も旧来からの未熟な焙炉や天日干しを利用した黒製法や釜炒り製法で行われ、特に輸出を急ぐあまり日光乾燥や日陰干しの際に十分乾燥されないまま出荷された黒製茶は、色や香りが悪いため、輸入国のアメリカでは大きな問題となっていった。

### 明治時代
明治2年　柳川県山門郡 (現在のみやま市)の清水寺住職田北隆研 (たきたおうけん) が寺領の山林を開墾し、茶の栽培を始める。明治7年には青製煎茶（現在の蒸し製緑茶）を製造し茶師の養成を計るが、高品質な青製煎茶の生産量は伸びなかった。
明治16年 (1883年) アメリカは　「粗悪茶輸入禁止条例」を発令、明治政府は各地で茶の取締りを強化した。当地方の茶 (釜炒茶) も多くの地方の「雑茶」とともに輸出から脱落していった。

#### 紅茶の奨励
しかし一方で、当時イギリスで急激に輸入量の増加していた紅茶が明治政府の外貨獲得政策で注目され、八女地方でも欧米露向けに紅茶の生産が伸び始めた。士族の殖産興業としても紅茶製造が奨励され、筑後地方でも星光社(星野村)等いくつか設立された。「武家の商法」と謂う様に長くは続かなかったが、紅茶の景気に煽られ、当地方での蒸製緑茶への転換は一時沈静化した。
因みに明治6年 (1873年)三潴県の指導で大津簡七が初めて紅茶の生産を行った。八女郡内における紅茶製造の奨励は、大正年間まで行われ、この間の当地方の茶業は紅茶史の観を呈したほどであったという。

### 大正時代
大正時代に入り、欧州諸国の植民地でプランテーション農業とアッサム種での栽培による高品質で安価な紅茶が大規模に流通されるようになると、それは国際市場(特にイギリス市場)を席巻し、日本国内の紅茶輸出はユーラシア大陸 (ロシア、アフガニスタンなど) に向けられることになる。
しかし結果として世界最大の紅茶消費国であるイギリスが紅茶生産に踏み切ることと、紅茶を飲む習慣のなかった日本が その嗜好を生産に反映させることができなかったことは、次第に衰退を招く要因になっていった。
輸出商品としての日本の「茶」は世界市場の動向を受け、内需型商品としてふたたび国内市場へ向け生産されていくことになる。

#### 緑茶の改良
八女地方でも国内市場向けに生産を行うようになり、当時、釜炒茶（＝筑後茶）よりも人気のあった蒸製緑茶に再び注目が集まった。その当時、全国の茶市場を席巻していた静岡製 (宇治製に改良を加えた現在の煎茶) を手本にするべく、静岡から技師を迎え、静岡製煎茶の伝習を行い、茶園 (かまぼこ型) 管理を徹底し、全面的に蒸し製手揉み (現在の煎茶) への転換を行っていった。
この製茶方法の転換の成功を機に、大正初期 八女郡西部の丘陵地帯(現在の八女市岡山周辺)に植えられていた櫨 (和ろうそくの原料) の生産が電球の発明により衰退してきていたことで、櫨の代わりに茶園が造成され始めた。
この西部櫨地帯における茶園の造成が、旧来の茶園である東部山間地帯の茶の転換と軌を同じくしたことは、当地方の茶業を発展させる最大の好機となった。

#### 八女茶ブランドの成立
大正14年 (1925年) には八女郡福島町 (現在の八女市本町) で行われた物産共進会・茶の全国品評会の部の席で、当時の福岡県茶業組合理事長 許斐久吉 (このみひさきち) は、釜炒り製茶の時代から呼ばれていた「筑後茶」、「笠原茶」、「星野茶」など複数の郡産茶を、改良された高品質の蒸製緑茶から「八女茶」と統一するよう組合員に提唱し、それは満場一致で可決された。以後、八女茶は特産品として生産と流通の両面で拡大が計られて、今日、日本有数の高級茶として全国的に知られるようになった。

## 施設
- 霊厳寺境内には八女茶発祥記念館があり、歴史の一端を垣間見ることが出来る。また、毎年八十八夜には「献茶祭」が催される。
- 八女市星野村には茶の文化館があり、玉露の試飲などができる茶の体験施設となっている。